# Carl Hatch
Carl Atwood Hatch, född 27 november 1889 i Kirwin, Kansas, död 15 september 1963 i Albuquerque, New Mexico, var en amerikansk demokratisk politiker.
Han avlade 1912 juristexamen vid Cumberland University och inledde sedan sin karriär som advokat i Eldorado, Oklahoma. Han flyttade 1916 till Clovis, New Mexico. 
När senator Sam G. Bratton 1933 avgick, utnämndes Hatch till USA:s senat. Han vann 1934 ett fyllnadsval för att avtjäna återstoden av Brattons mandatperiod. Hatch omvaldes 1936 och 1942. Han valde att inte ställa upp i 1948 års kongressval.
Hans grav finns på Fairview Park Cemetery i Albuquerque.